# Střední odborné učiliště stavební Kutná Hora
Střední odborné učiliště stavební Kutná Hora (zkráceně SOU stavební Kutná Hora) bylo vzdělávací zařízení, zaměřené na učební obory v oblasti stavebnictví (zedník, pokrývač, klempíř). Bylo založeno v roce 1968, původně jako středisko praktického vyučování při OSP Kolín, a stalo se odloučeným pracovištěm Agropodniku SZP Kutná Hora. Teoretická výuka probíhala na Učňovské škole v Kolíně a Učňovské škole Mělník Pšovka.
Samostatně začalo učiliště působit od roku 1978, odkdy byla výuka již komplexní, tedy včetně teoretické části. Tehdy získalo název Střední odborné učiliště Agropodniku SZP. Od roku 1985 neslo název Střední odborné učiliště stavební Kutná Hora a od roku 1988 přešlo pod Institut výchovy a vzdělávání Ministerstva zemědělství a výživy.
Zájem o původní učební obory začal po roce 1990 klesat, obor klempíř pro stavební výrobu byl nakonec zrušen. Naopak byl zaveden obor truhlář pro stavební výrobu (první absolventi opouštěli učiliště v roce 1995).
K 1. červenci 1998 bylo SOU stavební Kutná Hora začleněno do SOU řemesel, OU a U v Kutné Hoře, čímž skončila jeho samostatná existence.

## Fotogalerie

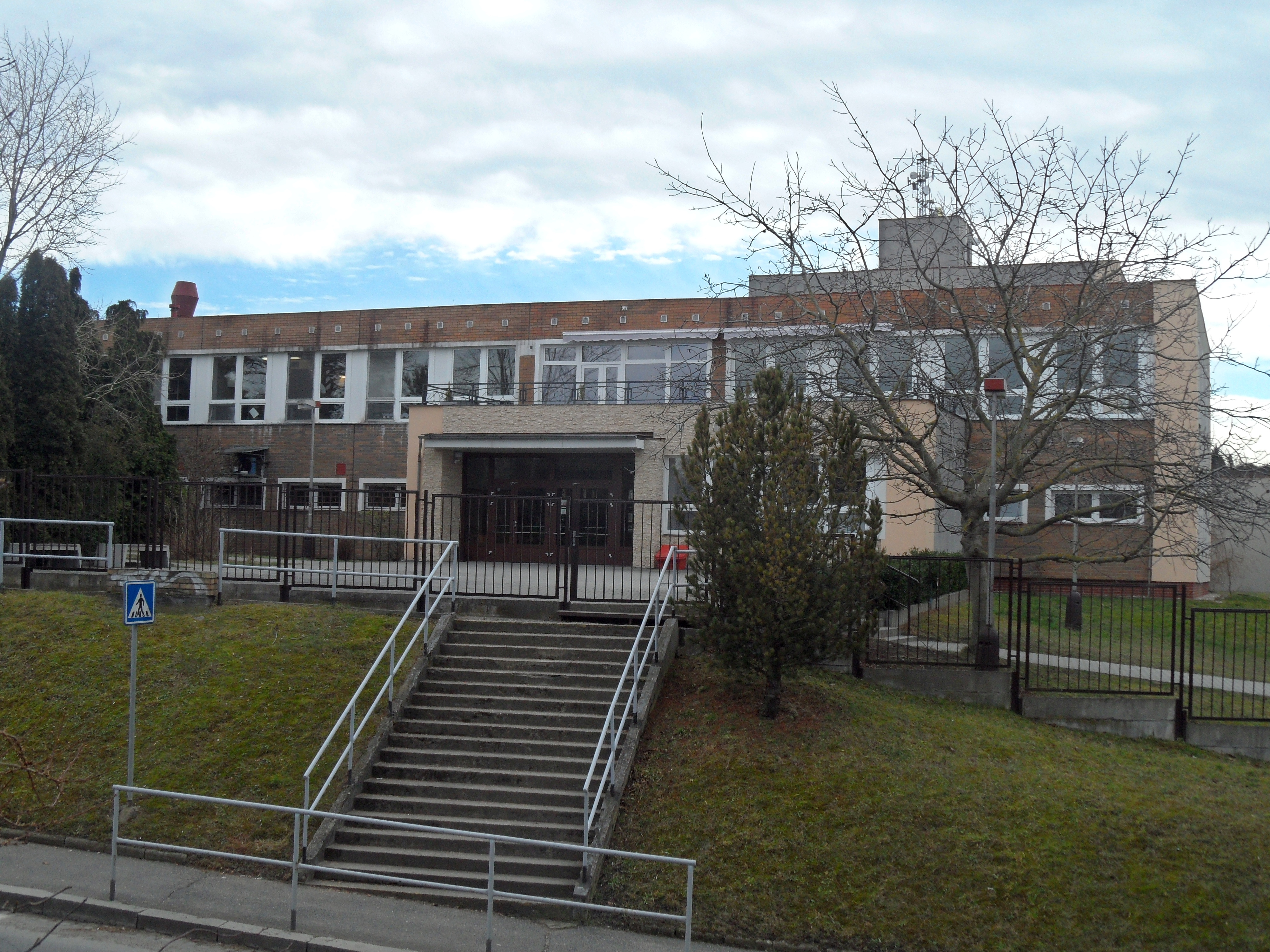
Jídelna SOŠ a SOU řemesel (dříve SOU stavební)
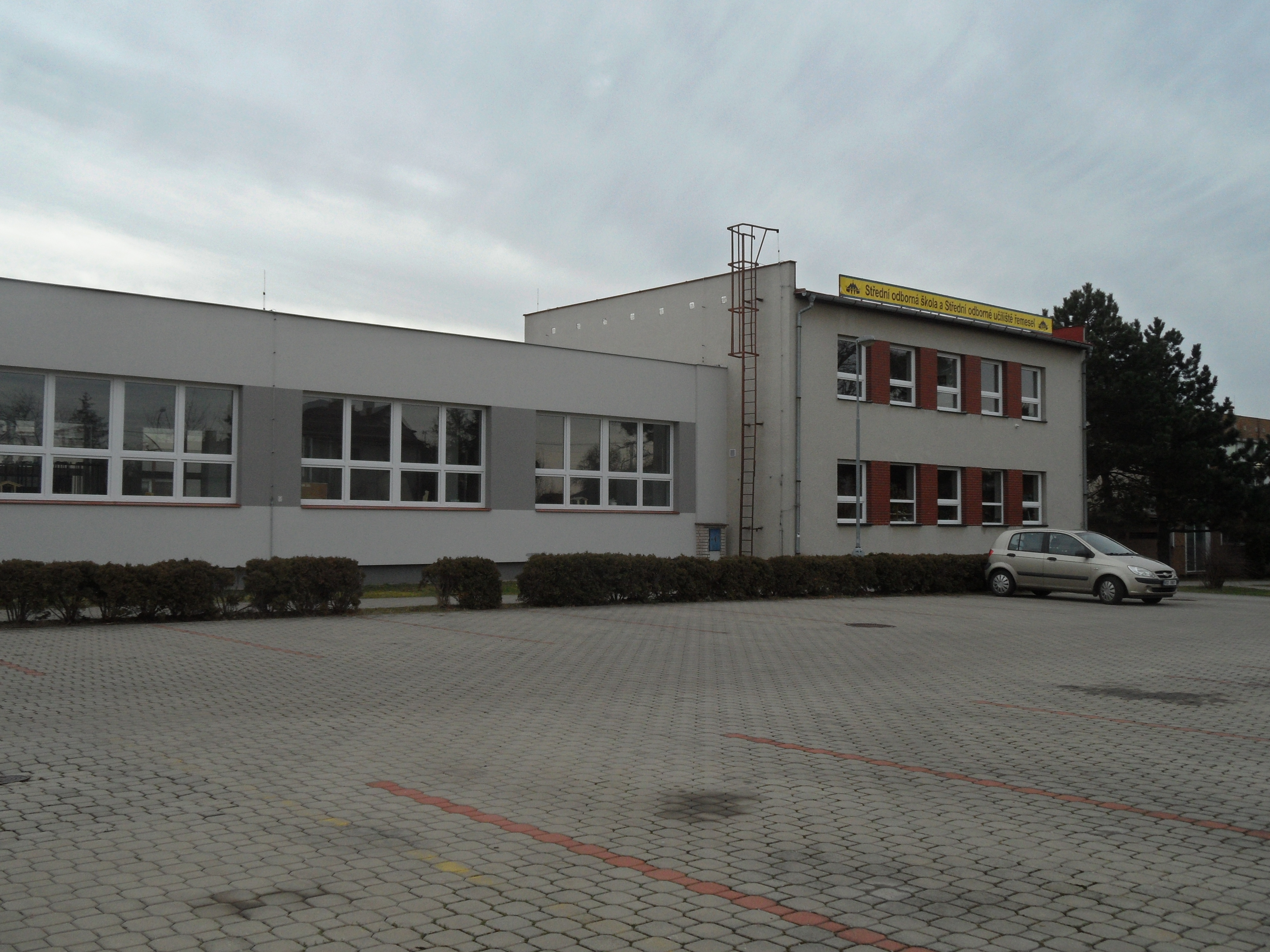
Dům mládeže, ulice Čáslavská
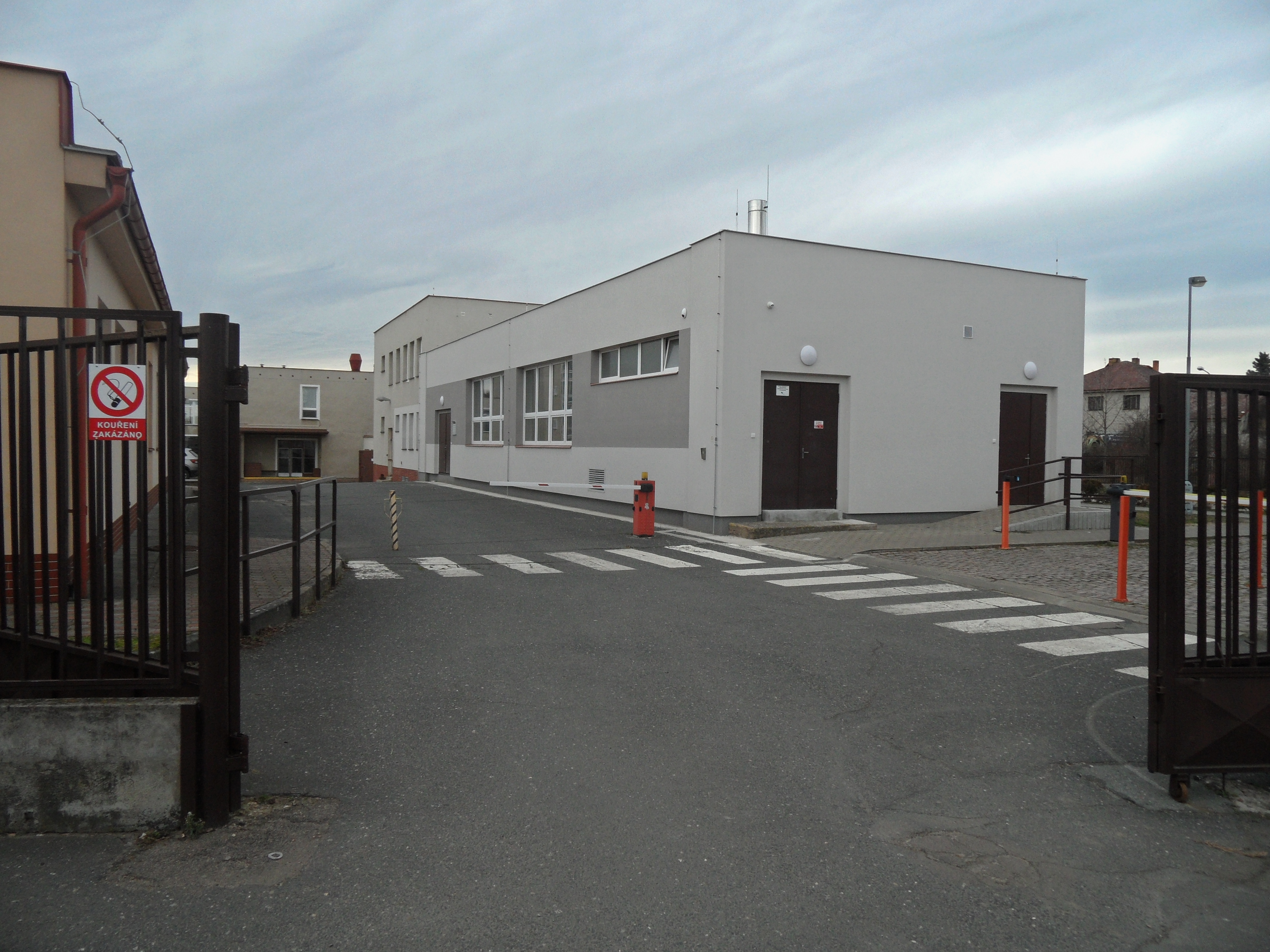
Areál Čáslavská, vjezd z ulice Na Spravedlnosti
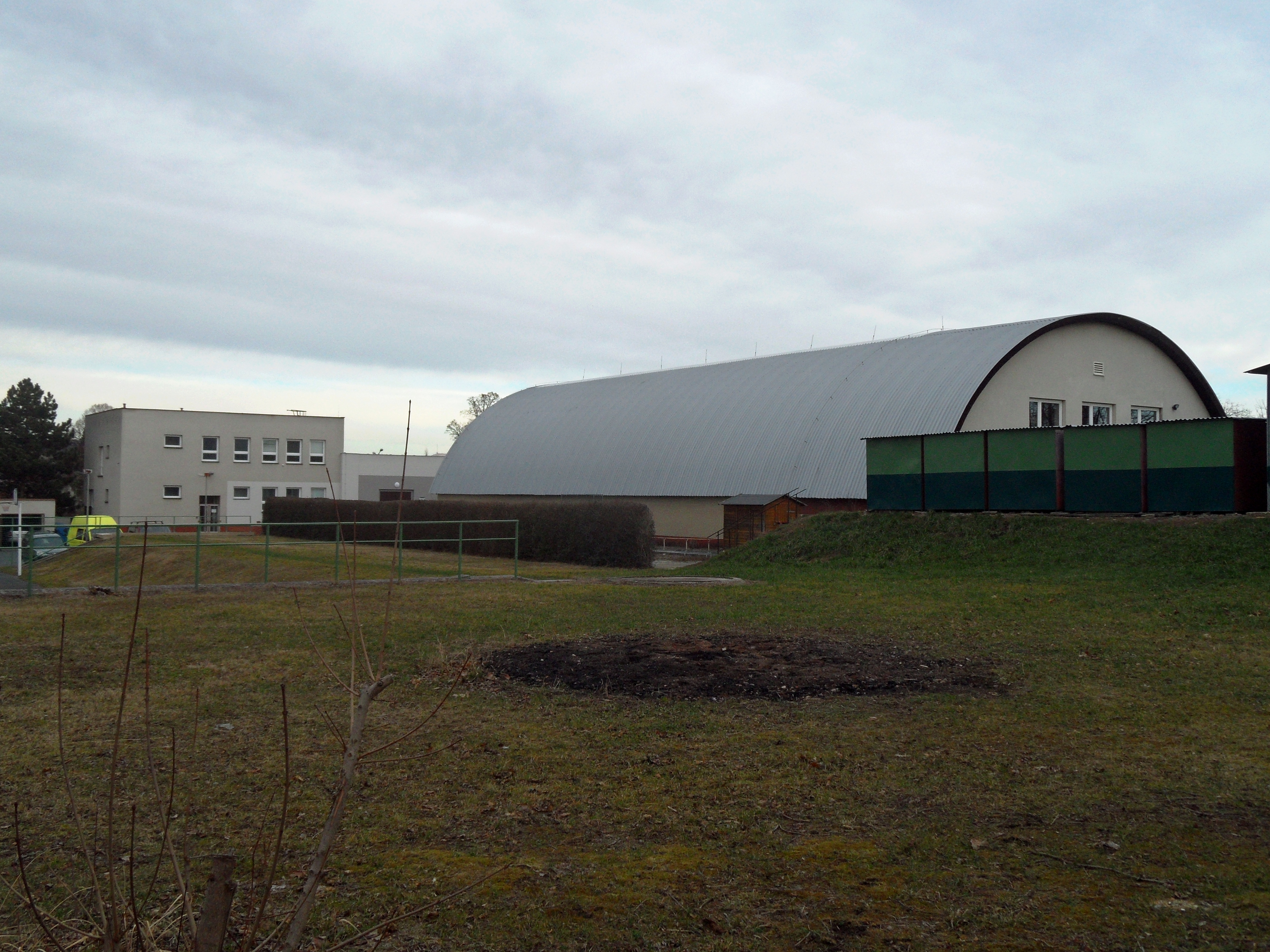
Hala u ulice Na Spravedlnosti, areál Čáslavská